# Richtstätte Hohenems

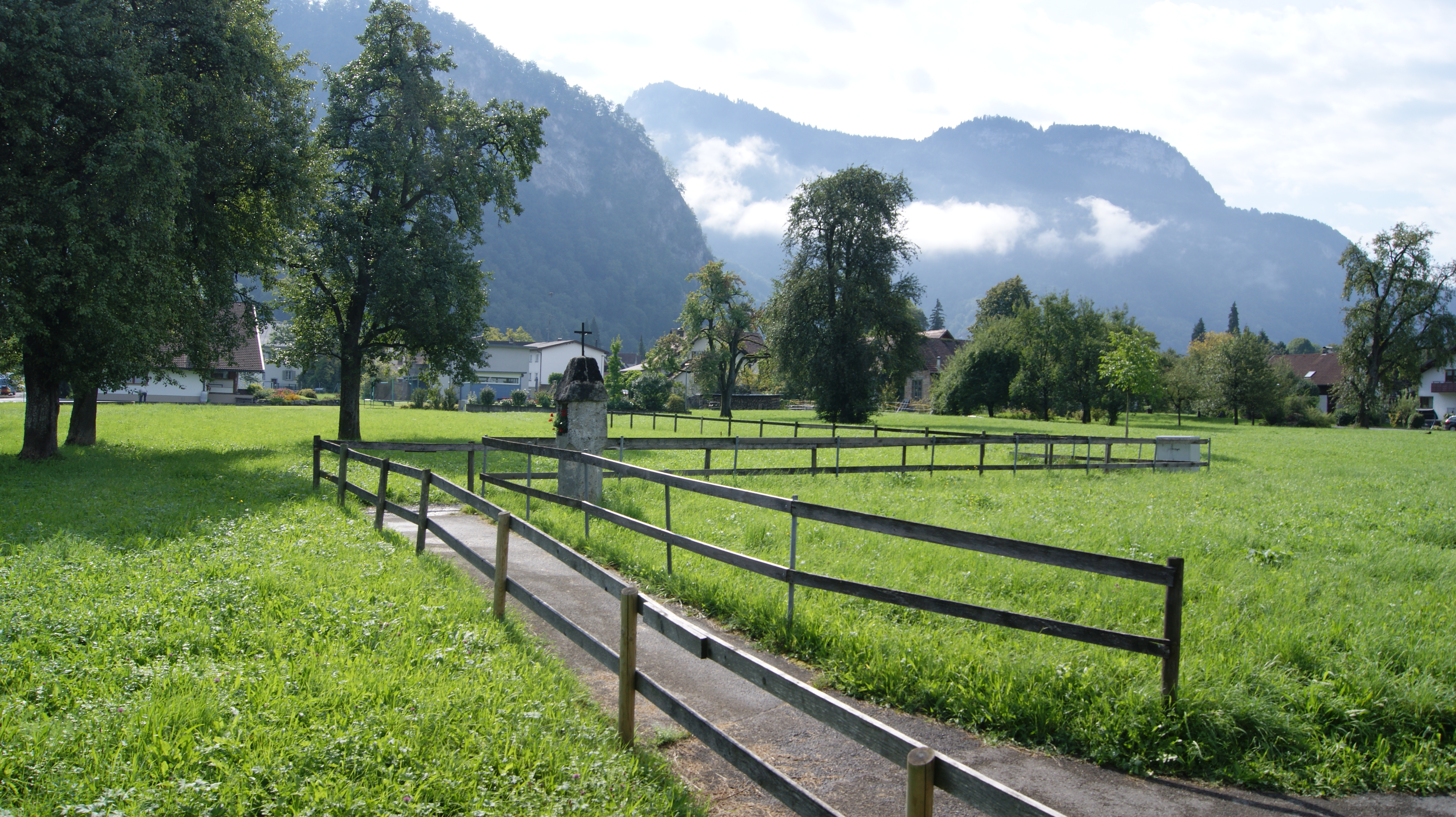
Ehemalige Richtstätte in Hohenems mit dem denkmalgeschützten Bildstock.

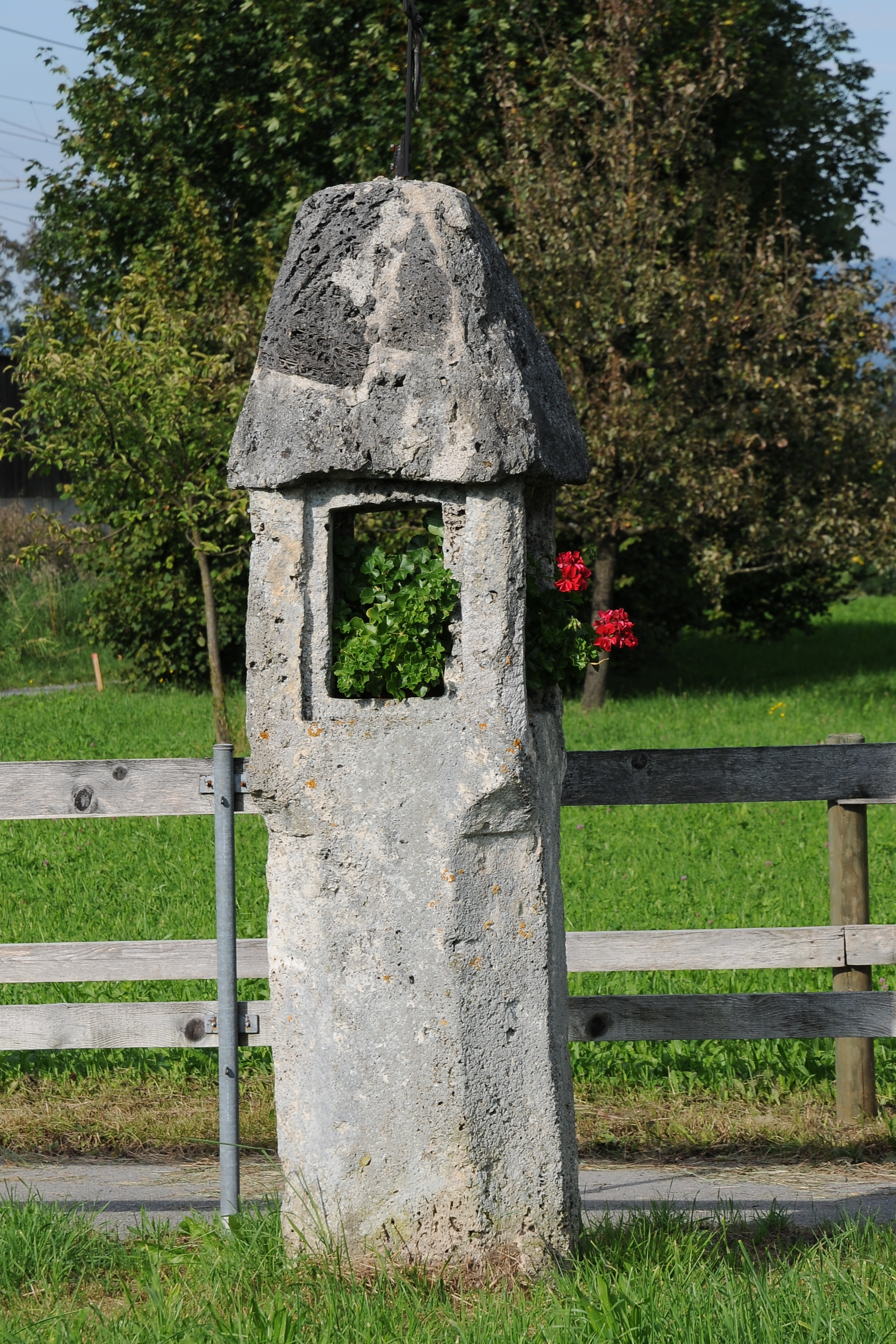
Bildstock.

Die Richtstätte in Hohenems war der Ort, an dem Verurteilte aus der Herrschaft Hohenems in Vorarlberg hingerichtet wurden.

## Lage
Die in der Parzelle „Sündergass“ gelegene Richtstätte, außerhalb der seinerzeitigen Ortschaft Hohenems, ist bis heute unbebaut (414 m ü. A.). Ein denkmalgeschützter namen- und inschriftsloser Bildstock (Listeneintrag) erinnert an den Ort. Er ist 20 Meter von der nordwestlich vorbeiführenden Bahnstrecke Lindau–Bludenz entfernt, rund 600 Meter nordöstlich des Bahnhofs Hohenems. Wenige Meter westlich gibt es eine sprechende Ortsbezeichnung Galgenholz (beim Kino an der Graf-Kaspar-Straße).

## Recht zur Ausübung der Blutgerichtsbarkeit
Die Herren von Hohenems übten das Recht zur Tötung von Personen (Blutgerichtsbarkeit) grundsätzlich aufgrund des Besitzes der Herrschaft Hohenems aus (ursprünglich nicht aufgrund einer Belehnung). Am 18. Mai 1489 wurde in Innsbruck ein neuer Lehnsbrief von Kaiser Friedrich an Hans von Ems ausgestellt, in dem auch der Umfang der Gerichtsbarkeit genannt ist. Kaiser Friedrich belehnte Hans von Ems als Ältesten für sich, seine Brüder und Vettern mit der alten Burg Ems, dem Vorhof im Flecken zu Ems samt allen dazugehörigen Freiheiten und Rechten, mit dem Blutbann in Hohenems und Dornbirn und anderem.
Dass Hingerichtete zumeist in ungeweihter Erde begraben wurden, oft direkt in der näheren Umgebung der Richtstätte, wie es auch von Hohenems überliefert ist, hing auch mit der angeblich starken magischen Wirkung zusammen, die mit deren Überresten verbunden sein sollten.